# HanCinema
HanCinema es una base de datos independiente de películas y dramas surcoreanas creada por Cédric Collemine en 2003. Proporciona información relacionada con películas coreanas, obras televisivas, actores, y otras informaciones relacionadas.